# Банда (море)
Ба́нда (Ба́ндское мо́ре; индон. Laut Banda) — море на западе Тихого океана, между островами Малайского архипелага. Площадь — 714 тыс. км², протяжённость с севера на юг 500 км, с востока на запад — 1000 км; глубина — до 7440 м (впадина Вебера); коралловые рифы; порт Амбон. Ограничено островами Буру и Серам на севере, Тимор — на юго-западе, Танимбар и Ару — на востоке, включает архипелаг Банда.

## Расположение
Море Банда расположено в западной части Тихого океана, между островами Малайского архипелага. Площадь — 714 тыс. км², средняя глубина 2737 м, наибольшая — до 7440 м (впадина Вебера). Море ограничено островами Буру и Серам на севере, Тимор — на юго-западе, Танимбар и Ару — на востоке, включает архипелаг Банда. Море Банда связано проливами на севере и северо-востоке — с морем Серам, на юго-западе с морем Флорес, на юге с Арафурским, Саву и Тиморским морями, на северо-западе — с Молуккским морем. Основной порт — Амбон.

## Рельеф дна
Шельф имеется лишь на отдельных участках восточного и южного побережий острова Сулавеси и на западной окраине моря, его границы — до глубины 200 м. У восточного берега острова Сулавеси пологий склон образует уступ на глубине около 1000 м, и далее глубины резко увеличиваются до 2500 м. На большей же части участков суши склон почти повсюду крутой и погружается до глубин 2500-3000 м. Ложе моря имеет глубины 3000-5000 м. Оно представляет собой глубокие котловины с крутыми склонами и подводными хребтами. Самой глубокой является Впадина Вебера. Другие котловины с наибольшими глубинами также приурочены к восточному и северному районам моря. В центре и на западе имеются небольшие замкнутые ложбины до 4500 м, разделённые возвышенностями и хребтами.